# Kiyoshi Ōkuma
Kiyoshi Ōkuma (jap. 大熊 清 Ōkuma Kiyoshi; ur. 21 czerwca 1964) – japoński piłkarz.

## Kariera piłkarska
Od 1987 do 1992 roku występował w klubie Tokyo Gas.

## Kariera trenerska
Po zakończeniu piłkarskiej kariery pracował jako trener w FC Tokyo, Reprezentacja Japonii w piłce nożnej mężczyzn, Omiya Ardija i Cerezo Osaka.